# Трекінгові палиці

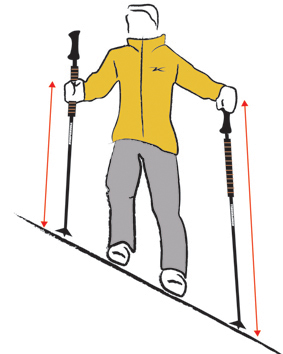
Приклад використання трекінгових палиць

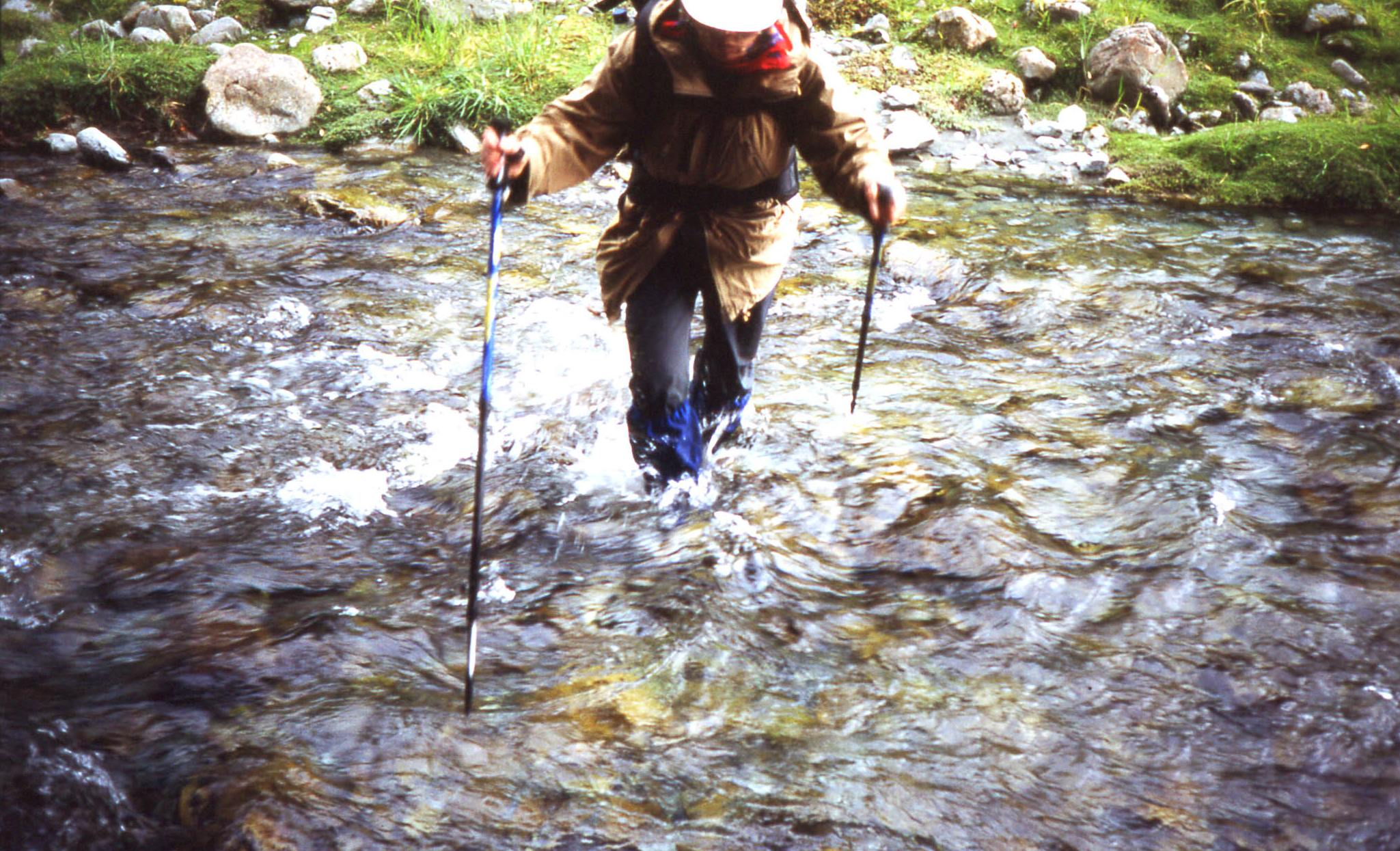
Перетин невеликої річки, що впадає в річку Тайпо в Артурс-Пасс NP, Нова Зеландія

Трекінгові палиці — складні палиці, що складаються з двох, трьох або чотирьох висувних (телескопічних) сегментів, і використовувані в спортивному гірському туризмі і альпінізмі переважно при тривалих піших походах по рельєфу, що має значні перепади висот і комбінований характер (земля, камінь, сніг, лід). Винайдені німецькою фірмою LEKI в 1974 році. Наявність у трекінгових палицях висувних сегментів дозволяє відрегулювати довжину цих палиць в залежності від зросту користувача та рельєфу місцевості.
Основним призначенням телескопічних трекінгових палиць є розвантаження суглобів і мускулатури нижньої частини тіла шляхом перенесення частини навантажень з ніг на кистьові, ліктьові та плечові суглоби, а також збільшення стійкості завдяки створенню додаткових точок опори. Розвантажувальний ефект, який забезпечується трекінговими палицями при їх правильному використанні, експериментально доведений за допомогою апаратурних досліджень, проведених різними європейськими та американськими лабораторіями спортивної медицини; найбільший розвантажувальний ефект спостерігається при спуску.
Приклад трекінгових палиць:
Трисегментні трекінгові палиці австрійської фірми Komperdell в складеному і повністю витягнутому вигляді з надітими кільцями; цангові затискачі сегментів.